# Skoki do wody na Mistrzostwach Świata w Pływaniu 2024
Zawody w skokach do wody na 21. Mistrzostwach Świata w Pływaniu odbywały się w dniach 2 – 10 lutego 2024 w Hamad Aquatic Centre, mieszczącym się w stolicy Kataru, Dosze. Łącznie zostało rozegranych 13 konkurencji.

## Medaliści

### Mężczyźni
| Konkurencja                               | Złoto                             | Złoto  | Srebro                                      | Srebro | Brąz                                       | Brąz   |
| Konkurencja                               | Zawodnik                          | Wynik  | Zawodnik                                    | Wynik  | Zawodnik                                   | Wynik  |
| Trampolina 1 m (szczegóły)                | Osmar Olvera · Meksyk             | 431,75 | Li Shixin · Australia                       | 395,70 | Ross Haslam · Wielka Brytania              | 393,10 |
| Trampolina 3 m (szczegóły)                | Wang Zongyuan Chiny               | 538,70 | Xie Siyi Chiny                              | 516,10 | Osmar Olvera · Meksyk                      | 498,40 |
| Wieża 10 m (szczegóły)                    | Yang Hao Chiny                    | 564,05 | Cao Yuan Chiny                              | 553,20 | Ołeksij Sereda Ukraina                     | 528,65 |
| Trampolina 3 m synchronicznie (szczegóły) | Chiny · Long Daoi · Wang Zongyuan | 442,41 | Włochy · Lorenzo Marsaglia · Giovanni Tocci | 384,24 | Hiszpania · Adrián Abadía · Nicolás García | 383,28 |
| Wieża 10 m synchronicznie (szczegóły)     | Chiny · Lian Junjie · Yang Hao    | 470,76 | Wielka Brytania · Tom Daley · Noah Williams | 422,57 | Ukraina · Kiriłł Boliuch · Ołeksij Sereda  | 406,47 |

### Kobiety
| Konkurencja                               | Złoto                             | Złoto  | Srebro                                       | Srebro | Brąz                                                       | Brąz   |
| Konkurencja                               | Zawodniczka                       | Wynik  | Zawodniczka                                  | Wynik  | Zawodniczka                                                | Wynik  |
| Trampolina 1 m (szczegóły)                | Alysha Koloi · Australia          | 260,50 | Grace Reid · Wielka Brytania                 | 257,25 | Maha Eissa · Egipt                                         | 257,15 |
| Trampolina 3 m (szczegóły)                | Chang Yani Chiny                  | 354,75 | Chen Yiwen Chiny                             | 336,60 | Kim Su-ji Korea Południowa                                 | 311,25 |
| Wieża 10 m (szczegóły)                    | Quan Hongchan · Chiny             | 436,25 | Chen Yuxi · Chiny                            | 427,80 | Andrea Spendolini-Sirieix · Wielka Brytania                | 377,10 |
| Trampolina 3 m synchronicznie (szczegóły) | Chiny · Chang Yani · Chen Yiwen   | 323,43 | Australia · Maddison Keeney · Anabelle Smith | 300,45 | Wielka Brytania · Yasmin Harper · Scarlett Mew Jensen      | 281,70 |
| Wieża 10 m synchronicznie (szczegóły)     | Chiny · Chen Yuxi · Quan Hongchan | 362,22 | Korea Północna · Jo Jin-mi · Kim Mi-rae      | 320,70 | Wielka Brytania · Andrea Spendolini-Sirieix · Lois Toulson | 299,34 |

### Konkurencje mieszane
| Konkurencja                                              | Złoto                                                                                             | Złoto  | Srebro                                                                     | Srebro | Brąz                                                                      | Brąz   |
| Konkurencja                                              | Zawodniczka / Zawodnik                                                                            | Wynik  | Zawodniczka / Zawodnik                                                     | Wynik  | Zawodniczka / Zawodnik                                                    | Wynik  |
| Trampolina 3 m synchronicznie par mieszanych (szczegóły) | Australia · Domonic Bedggoot · Maddison Keeney                                                    | 300,93 | Włochy · Matteo Santoro · Chiara Pellacani                                 | 287,49 | Korea Południowa · Yi Jae-gyeong · Kim Su-ji                              | 285,03 |
| Wieża 10 m synchronicznie par mieszanych (szczegóły)     | Chiny · Huang Jianjie · Zhang Jiaqi                                                               | 353,82 | Korea Północna · Im Yong-myong · Jo Jin-mi                                 | 303,96 | Meksyk · Kevin Berlín · Alejandra Estudillo                               | 296,13 |
| Konkurs drużynowy (szczegóły)                            | Wielka Brytania · Tom Daley · Scarlett Mew Jensen · Daniel Goodfellow · Andrea Spendolini-Sirieix | 421,65 | Meksyk · Gabriela Agúndez · Randal Willars · Jahir Ocampo · Aranza Vázquez | 412,80 | Australia · Cassiel Rousseau · Maddison Keeney · Nikita Hains · Li Shixin | 385,35 |

## Klasyfikacja medalowa
*   Gospodarz ( Katar)
| Miejsce | Reprezentacja    | Złoto | Srebro | Brąz | Razem |
| ------- | ---------------- | ----- | ------ | ---- | ----- |
| 1       | Chiny            | 9     | 4      | 0    | 13    |
| 2       | Australia        | 2     | 2      | 1    | 5     |
| 3       | Wielka Brytania  | 1     | 2      | 4    | 7     |
| 4       | Meksyk           | 1     | 1      | 2    | 4     |
| 5       | Włochy           | 0     | 2      | 0    | 2     |
| 5       | Korea Północna   | 0     | 2      | 0    | 2     |
| 7       | Korea Południowa | 0     | 0      | 2    | 2     |
| 7       | Ukraina          | 0     | 0      | 2    | 2     |
| 9       | Hiszpania        | 0     | 0      | 1    | 1     |
| 9       | Egipt            | 0     | 0      | 1    | 1     |
| Razem   | Razem            | 13    | 13     | 13   | 39    |